# Francisco Alvarado

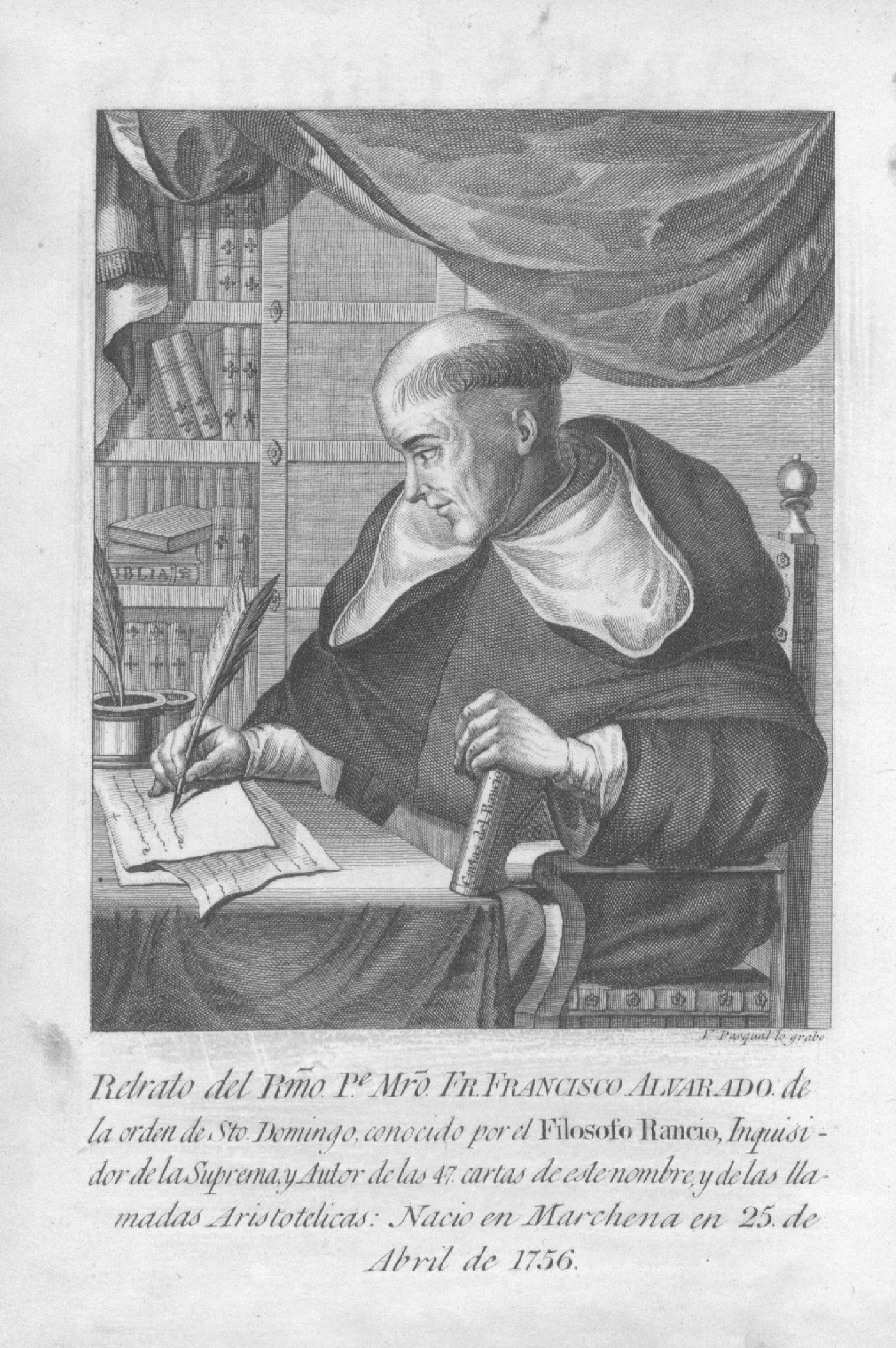
Retrato del Francisco Alvarado, el Filósofo Rancio. Grabado de Vicente Pascual publicado al frente de la Carta primera del Filósofo Rancio, Cádiz, 1813.

Francisco Alvarado, comúnmente conocido como «el Filósofo Rancio» (Marchena, 25 de abril de 1756-31 de agosto de 1814), fue un sacerdote, fraile dominico, filósofo, teólogo y libelista reaccionario español.  

## Biografía
Nació en Marchena en 1756, de humildes orígenes campesinos. Frecuentó de niño el colegio de los jesuitas en Marchena, hasta la expulsión de la Compañía de España en 1766. A los quince años ingresó en el convento dominico de San Pablo de Sevilla, donde tomó el hábito en 1771. Hizo la profesión solemne el 16 de octubre de 1772.  

### Formación
De 1772 a 1778 estudió en el convento de San Pablo lenguas clásicas, Humanidades, Ciencias naturales, Filosofía y Teología. De esta etapa dirá fray Abelardo Lobato:

En esos años, todavía la formación era exigente, en neta oposición a la moda impuesta desde Francia con la Enciclopedia y la Ilustración. Partía de las letras clásicas, iniciaba en ciencias naturales, prestaba mucha atención a la filosofía escolástica y ordenaba todo el saber al estudio de la teología. El latín era la lengua de las clases. Se formó en filosofía con la obra de Pedro Hispano, el manual de Goudin y los cursos de Juan de Santo Tomás. Seis años pasó Alvarado en el convento de San Pablo.

En 1778 pasó al convento de Santo Tomás —fundado en el siglo XVI por el arzobispo Diego de Deza— tras ganar una oposición que le permitió obtener una beca para estudiar en el mencionado convento durante diez años (hasta 1788). Entre 1778 y 1781 —etapa en la que es ordenado sacerdote— terminó sus estudios teológicos y se preparó para los ejercicios que le permitirán obtener los títulos académicos de bachiller y de licenciado en Filosofía, que obtuvo en 1781. Entonces inicia su vida docente en el convento de Santo Tomás.

### Vida docente
Fue profesor de Lógica de 1781 a 1783, profesor de Física de 1783 a 1784 y profesor de Metafísica de 1784 a 1785. Entre 1785 y 1787 profundizó en sus estudios de Teología y obtuvo los títulos de bachiller y de licenciado en Sagrada Teología. El curso de 1787 a 1788 se le confió una de las cátedras de Teología, desde la que impartió lecciones sobre Sagrada Escritura. En 1788 se termina su beca de diez años en el convento de Santo Tomás, por lo que regresa al Convento de San Pablo de Sevilla como profesor de Teología. Compaginará la docencia con el estudio y la predicación, destacando muy pronto como orador sagrado. En 1805 recibió el título de maestro en Sagrada Teología, el más alto título académico que concede la Orden de Predicadores.   

### Escritor frente a los liberales
Con el inicio de la invasión francesa de España en 1808 y la abdicación del rey, se formó una Junta de Gobierno que, ante el avance de los franceses, se retiró a Sevilla. Por el convento de San Pablo pasaron muchos políticos para hablar con el maestro Alvarado y pedirle consejo. En 1810 se convocaron las cortes, por lo que se celebraron las elecciones de diputados. Cuatro amigos de Alvarado salieron elegidos.    
Al acercarse los soldados franceses a Sevilla a principios de 1810, se exilió en Tavira (Portugal), no sin antes dejar escrita la siguiente décima en la puerta de su celda:

Atar la pluma y la boca, / remachar más nuestros grillos, / gobernar sólo los pillos, / robarnos lo que nos toca, / barrenar la fuerte roca / de la fe y la religión, / doblar la contribución, / quitar la Iglesia y el Rey / y desbaratar nuestra ley: / esto es la Constitución.

Su estancia en tierras portuguesas, aunque dura, fue muy fructífera, pues se dedicó a estudiar, escribir y rezar. En una primera etapa de su exilio colaboró con el proyecto de las Cortes. Escribe diez cartas dirigidas a Francisco Javier Cienfuegos Jovellanos, entonces sacerdote y doctor en Sagrada Teología —futuro cardenal y arzobispo de Sevilla— y una a Francisco Gómez Fernández. Estas cartas se harán circular entre los diputados. En ellas Alvarado exponía lo que a su juicio debían ser las Cortes, qué temas debían abordar y cómo.  
En una segunda etapa de su exilio portugués, a raíz de un discurso en las Cortes de Cádiz del diputado liberal Agustín de Argüelles, consideró que la asamblea estaba tomando un rumbo peligroso, por lo que se se dedicó a combatir las ideas liberales —importadas de Francia— que defendían algunos de los diputados. Escribió varias cartas críticas a su amigo Francisco de Sales Rodríguez de la Bárcena —que le había pedido consejo—, que las publicó y las hizo circular entre los demás diputados.  
En una tercera y última etapa de su exilio portugués escribió las llamadas Cartas críticas del filósofo rancio, para refutar los escritos y opiniones de liberales afamados que, o bien eran diputados, o bien tenían ascendiente sobre muchos diputados.

### Final de su vida
En agosto de 1812 Sevilla es liberada, pero Alvarado, que había sido nombrado superior por el provincial de la Orden, no pudo tomar posesión del convento hasta el 12 de febrero de 1813. Desde ese momento su salud se deterioró rápidamente. Poco antes de morir recibió el nombramiento de consejero del Tribunal del Santo Oficio de la Inquisición, firmado por el rey Fernando VII.
Habiendo renunciado al cargo de superior, murió el 31 de agosto de 1814. 
Fue uno de los libelistas reaccionarios más destacados junto a los jerónimos Agustín de Castro y Fernando de Ceballos, los seglares Nicolás Pérez, "el Setabiense" y Miguel de Lardizábal, y los obispos Raimundo Strauch y Vidal -martirizado en 1823- y Rafael de Vélez.  

## Distinciones y reconocimientos
- Maestro en Sagrada Teología, el más alto título académico que concede la Orden de Predicadores (1805).
- Consejero del Tribunal del Santo Oficio de la Inquisición nombrado por el rey Fernando VII (1814).

## Obras
Las obras escritas, en diversos géneros, por Alvarado son:
- Cartas aristotélicas (mayo de 1786-noviembre de 1787). En: Cartas Filosóficas que bajo el supuesto nombre de Aristóteles escribió el Rmo. Padre Maestro Francisco Alvarado, conocido ya comúnmente como el Filósofo Rancio... Las da a luz con las cuarenta y siete anteriores el Rmo. Padre Vicario General de la Orden de Santo Domingo. Madrid. Imp. Aguado, 1825.

- Sermones: Algunos párrafos del predicado con ocasión del capítulo provincial (1801, 1802 o 1810). En: Cartas inéditas 9, 90-92 nota; Sermón del glorioso mártir e inquisidor San Pedro de Arbués. Sevilla. Imp. Real, 1809.

- Cartas inéditas (5 de agosto de 1810-14 de febrero de 1811). En: Cartas inéditas del Rmo. Padre Maestro Francisco Alvarado de la Orden de Predicadores, conocido con el nombre del Filósofo Rancio, dirigidas, diez al Excmo. Sr. D. Francisco Javier Cienfuegos, hoy cardenal de la Santa Iglesia Romana y arzobispo de Sevilla, y una a D. Francisco Gómez Fernández. Madrid. Imp. D. José Félix Palacios, editor. 1846.

- Diálogo (agosto de 1810). En: Suplemento a las XLVII Cartas del Filósofo Rancio Madrid. Imp. Miguel de Burgos, 1825.

- Cartas críticas (5 de mayo 1811-23 de marzo de 1814). En: Cartas críticas que escribió el Rmo. padre maestro Fr. Francisco Alvarado, del orden de Predicadores, ó sea el Filósofo rancio, en las que... se impugnan las doctrinas y máximas perniciosas de los nuevos reformadores. Madrid, Impr. de E. Aguado, 1824-1825, 5 vols. (El quinto, de 1825, lo constituyen las diecinueve Cartas aristotélicas, escritas con anterioridad, entre mayo de 1786 y noviembre de 1787).

- Cartas privadas (27 de octubre de 1811-23 de octubre de 1813).

- Artículos periodísticos (1813-1814).